# (38034) 1998 QW57
1998 QW57 (asteroide 38034) é um asteroide da cintura principal. Possui uma excentricidade de 0.12057010 e uma inclinação de 10.81821º.
Este asteroide foi descoberto no dia 30 de agosto de 1998 por Spacewatch em Kitt Peak.